# Lougé-sur-Maire
Lougé-sur-Maire è un comune francese di 378 abitanti situato nel dipartimento dell'Orne nella regione della Normandia.

## Società

### Evoluzione demografica
Abitanti censiti